# Rebecca Netzler
Rebecca Netzler, född 22 juli 1995, är en svensk seglare som tävlar i 49erFX-klassen.

## Karriär
Netzler har tillsammans med Vilma Bobeck tagit silver i VM i segling år 2022 och 2024, år 2023 tog de hem VM-guldet. Vid OS 2024 tog Netzler tillsammans med Bobeck silver i 49er FX.